# Gabinet Krasts
El gabinet Krasts fou el govern de Letònia entre el 7 d'agost de 1997 to 26 de novembre de 1998. Era dirigit pel Primer Ministre Guntars Krasts. El seu mandat va començar el 7 d'agost de 1997, després de la dimissió d'Andris Šķēle. Fou substituït pel gabinet Krištopans el 26 de novembre de 1998, després de les eleccions d'octubre de 1998.

## Composició
Llista dels ministeris de Letònia encapçalats per ministres del Gabinet Krasts:
| Càrrec                                                                   | Nom                         | Partit                            | Dates                                      |
| ------------------------------------------------------------------------ | --------------------------- | --------------------------------- | ------------------------------------------ |
| Primer Ministre                                                          | Guntars Krasts              | Per la Pàtria i la Llibertat/LNNK | 7 d'agost de 1997 – 26 de novembre de 1998 |
| Viceprimer Ministre                                                      | Juris Kaksītis              | Partit Democràtic Saimnieks       | 7 d'agost de 1997 – 16 d'abril de 1998     |
| Viceprimer Ministre                                                      | Anatolijs Gorbunovs         | Via Letona                        | 7 d'agost de 1997 – 26 de novembre de 1998 |
| Ministre de Defensa                                                      | Tālavs Jundzis              | Partit Cristià                    | 7 d'agost de 1997 – 27 d'octubre 1998      |
| Ministre de Defensa                                                      | Guntars Krasts (interí)     | Per la Pàtria i la Llibertat/LNNK | 27 d'octubre 1998 – 26 de novembre de 1998 |
| Ministre d'Afers Exteriors                                               | Valdis Birkavs              | Via Letona                        | 7 d'agost de 1997 – 26 de novembre de 1998 |
| Ministre d'Economia                                                      | Atis Sausnītis              | Partit Democràtic Saimnieks       | 7 d'agost de 1997 – 6 d'abril de 1998      |
| Ministre d'Economia                                                      | Guntars Krasts (interí)     | Per la Pàtria i la Llibertat/LNNK | 6 d'abril de 1998 – 8 d'abril de 1998      |
| Ministre d'Economia                                                      | Anatolijs Gorbunovs         | Via Letona                        | 9 d'abril de 1998 – 4 de maig de 1998      |
| Ministre d'Economia                                                      | Laimonis Strujevičs         | Unió d'Agricultors Letons         | 4 de maig de 1998 – 26 de novembre de 1998 |
| Ministre de Finances                                                     | Roberts Zīle                | Per la Pàtria i la Llibertat/LNNK | 7 d'agost de 1997 – 26 de novembre de 1998 |
| Ministre de l'Interior                                                   | Ziedonis Čevers             | Partit Democràtic Saimnieks       | 7 d'agost de 1997 – 9 d'abril de 1998      |
| Ministre de l'Interior                                                   | Tālavs Jundzis (interí)     | Partit Cristià                    | 9 d'abril de 1998 – 4 de maig de 1998      |
| Ministre de l'Interior                                                   | Andrejs Krastiņš            | Per la Pàtria i la Llibertat/LNNK | 4 de maig de 1998 – 26 de novembre de 1998 |
| Ministre d'Educació i Ciència                                            | Juris Celmiņš               | Partit Democràtic Saimnieks       | 7 d'agost de 1997 – 16 d'abril de 1998     |
| Ministre d'Educació i Ciència                                            | Vladimirs Makarovs (interí) | Per la Pàtria i la Llibertat/LNNK | 17 d'abril de 1998 – 4 de maig de 1998     |
| Ministre d'Educació i Ciència                                            | Jānis Gaigals               | Via Letona                        | 4 de maig de 1998 – 26 de novembre de 1998 |
| Ministre de Cultura                                                      | Ramona Umblija              | Unió d'Agricultors Letons         | 7 d'agost de 1997 – 26 de novembre de 1998 |
| Ministre de Benestar                                                     | Vladimirs Makarovs          | Per la Pàtria i la Llibertat/LNNK | 7 d'agost de 1997 – 26 de novembre de 1998 |
| Ministre de Transport                                                    | Vilis Krištopans            | Via Letona                        | 7 d'agost de 1997 – 26 de novembre de 1998 |
| Ministre de Justícia                                                     | Dzintars Rasnačs            | Per la Pàtria i la Llibertat/LNNK | 7 d'agost de 1997 – 26 de novembre de 1998 |
| Ministre per la Protecció del Medi Ambient i el Desenvolupament Regional | Anatolijs Gorbunovs         | Via Letona                        | 7 d'agost de 1997 – 26 de novembre de 1998 |
| Ministre d'Agricultura                                                   | Andris Rāviņš               | Unió d'Agricultors Letons         | 7 d'agost de 1997 – 26 de novembre de 1998 |
| Ministre d'Estat per la Recuperació Nacional                             | Aija Poča                   | Via Letona                        | 7 d'agost de 1997 – 26 de novembre de 1998 |
| Ministre d'Estat de Medi Ambient                                         | Indulis Emsis               | Latvian Green Party               | 7 d'agost de 1997 – 26 de novembre de 1998 |
| Ministre d'Estat d'Afers Municipals                                      | Ēriks Zunda                 | Partit Democràtic Saimnieks       | 7 d'agost de 1997 – 19 d'abril de 1998     |
| Ministre d'Estat d'Afers Municipals                                      | Jānis Bunkšs                | Via Letona                        | 4 de maig de 1998 – 26 de novembre de 1998 |
| Ministre d'Estat de Salut                                                | Viktors Jaksons             | Per la Pàtria i la Llibertat/LNNK | 7 d'agost de 1997 – 26 de novembre de 1998 |